# Phalera pallida
Phalera pallida är en fjärilsart som beskrevs av Barend J. Lempke 1937. Phalera pallida ingår i släktet Phalera och familjen tandspinnare. Inga underarter finns listade i Catalogue of Life.